# Hans Hesse der Ältere
Hans Hesse, genannt der Ältere (d. Ä.), auch Meister Hans genannt, war ein Bildhauer, der im spätmittelalterlichen Braunschweig, am Ende des 14. Jahrhunderts,  nachgewiesen werden kann. Seine genauen Lebensdaten sind unbekannt.

## Leben und Werk

Ostgiebel des Altstadtrathauses: Madonna mit Kind, 1396 von Hesse d. Ä. geschaffen.

Es wird vermutet, dass Hans Hesse der Ältere (d. Ä.) der Vater von Hans Hesse dem Jüngeren (d. J.) ist. Auch er ist in Braunschweig nachweisbar, seine Lebensdaten sind unbekannt.
Hans Hesse d. Ä. soll 1396 zusammen mit einem Steinmetz namens Fynian am von 1380 bis 1386 erbauten Altstadtrathaus im historischen Weichbild Altstadt in Braunschweig tätig gewesen sein. Fynian soll an einem Wappenschild am Nordflügel gearbeitet haben, während Meister Hans(e) ein „belde“ – wohl eine Madonnenfigur – am Ostgiebel gefertigt hat. Die fast lebensgroße Madonna hat eine Blätterkrone auf dem Kopf und auf dem linken Arm das Jesuskind, das in einem Buch liest. Die Madonna hält zudem ein geschlossenes Buch in ihrer Rechten. Meister Hanse erhielt „vor dat belde“ 6½ ft.
Weitere Werke Hans Hesses d. Ä. sind bisher nicht bekannt.